# 梅尔利堡
梅尔利堡（義大利語：Castelletto Merli）是意大利亚历山德里亚省的一个市镇。总面积11.75平方公里，人口499人，人口密度42.5人/平方公里（2009年）。ISTAT代码为006050。